# Љупчо Георгијевски
Љупчо Георгијевски (мкд. Љупчо Георгиевски; буг. Любчо Георгиевски; рођен 17. јануара 1966. у Штипу) је северномакедонски политичар, који од 2006. године има и бугарско држављанство и декларише се као бугарофил. Био је први председник ВМРО-ДПМНЕ, од њеног оснивања до маја 2003. године. Од 1998. до 2002. је био премијер Северне Македоније. После несугласица са лидером ВМРО-ДПМНЕ, Николом Груевским, Георгијевски се повлачи из матичне партије и формира ВМРО-Народну партију.
Кратко време 1991. године био је и први потпредседник Северне Македоније.